# 特別清算を行った企業一覧
特別清算を行った企業一覧（とくべつせいさんをおこなったきぎょういちらん）では、特別清算を行った企業のうち、規模の大きな企業、特別清算が大きく報道された企業などの一覧である。

## 1990年代

### 1997年
- たくぎんファイナンスサービス（北海道拓殖銀行子会社のノンバンク。負債総額は約2157億円。）[1]

### 1998年
- 第一コーポレーション（第一不動産系列のノンバンク。負債総額は約4573億円。）[2]
- ネクステージ知立（ヤオハンジャパン子会社。1998年3月よりユニーが事業継承、負債総額は約290億円[3]。店舗はユニーが運営するギャラリエアピタ知立店となっている。）

## 2000年代

### 2000年
- 西洋環境開発（セゾングループの不動産会社。負債総額は5175億円。）[4]
- 多摩そごう（そごうグループの百貨店。負債総額は553億円。）[5]
- バンダイ・ミュージックエンタテインメント（バンダイ子会社のレコード会社。負債総額は約73億円。）[6]
- むつ小川原開発（工業団地の造成･分譲などを行う第三セクター。2000年8月に新むつ小川原開発が設立され事業継承。負債総額は1852億円。）[7]

### 2002年
- エムアンドアールエステート（旧・三貴。宝石店「銀座ジュエリーマキ」などを運営。新会社に事業譲渡。負債総額は約900億円。）[8]

### 2005年
- 弘済建物（鉄道弘済会子会社の不動産会社。不動産市況の悪化で主力の不動産事業が低迷し、2005年3月に解散を決議。負債は約318億円。）[9]
- セイブ（旧・日新信販。九州地方を中心とする消費者金融会社。2004年に第一交通産業グループの第一ゼネラルサービスが設立した新会社に事業譲渡[10]。負債総額は約282億円。）[11]
- 豊秀興産（旧・松下興産。2005年に不動産事業はMID都市開発が事業継承。負債総額は約1500億円。）[12]
- 菱進不動産（三菱信託銀行グループの不動産会社。2002年に賃貸事業を新会社に移管。2005年4月に解散を決議。負債は約442億円。）[13]
- 四谷管理（旧・SMBC抵当証券。三井住友銀行グループの抵当証券会社。不動産市況の悪化などによる経営悪化で新規借入を停止し回収業務に専念してきたが、債務超過解消が困難な事から清算手続きに移行。負債総額は約525億円。）[14]

### 2006年
- 銀河高原ビール（東日本ハウスの子会社として設立された地ビールメーカー。「銀河高原ビール」ブランドのビール生産は親会社の関連企業に事業譲渡。負債は約126億円。）[15]
- ジェイエス興産（旧・サンジルシ醸造。文化元年創業の味噌･醤油メーカー。2005年11月にヤマサ醤油が出資する新会社に事業譲渡。負債総額は約70億円。）[16]
- 丸玉観光（びわ湖パラダイスの運営会社。バブル崩壊による集客難などで経営が悪化。資産売却を進め、2004年12月には最終的に運営していたホテルを売却。負債総額は約130億円。）[17]
- 三井石炭工業（三井鉱山子会社で石炭採掘･販売を行う。その後債権者間の協定成立が困難となり、2007年10月破産手続きを開始。負債総額は約1196億円。）[18]
- マリンエキスプレス（海運事業者。新造船の償却負担や航路の利用低迷による経営悪化から2005年6月にフェリー事業を事実上停止。負債総額は約344億円。）[19]
- リバティーエステート（旧・日交総本社。日交グループの不動産会社。不良資産の処理を図る為に清算を申立。負債総額は約397億円。）[20]

### 2007年
- 甲州管財（旧・山交。山梨県で百貨店を運営。2007年2月に百貨店事業を新会社の山交百貨店に譲渡。負債総額は約41億円。）[21]
- サンフラワー（旧・ドイト。首都圏でホームセンターを展開。2007年1月にドン･キホーテが設立した新会社に事業譲渡。負債総額は約108億円。）[22]
- 桃花台新交通（愛知県などが出資する第三セクターの鉄道事業者。運行していた桃花台線が利用者低迷で2006年9月に廃止。負債総額は約45億円。）[23]
- ライブドアファイナンス（ライブドア子会社の投資･金融サービス提供事業を展開。2006年のライブドア事件の信用低下により、同年12月には金融情報提供サービスを停止。負債総額は約200億円。）[24]

### 2008年
- アールシステム（旧・飯塚薬品。ドラッグストアを運営。2008年2月にスギホールディングスが設立した新会社に事業譲渡。負債総額は約37億円。）[25]
- シティ商事（GMSのシティ青山を運営。2007年1月までに直営売場を閉鎖し、同年12月には店舗を売却。負債総額は約90億円。）[26]

### 2009年
- 琴平参宮電鉄（香川県のバス事業者。2009年3月に琴参バスに事業譲渡。負債総額は約49億円。）[27]
- 大旺管財（旧・大旺建設。高知県内トップの建設業者。2007年7月に会社分割を行い事業譲渡。負債総額は約78億円。）[28]

## 2010年代

### 2010年
- さくらや（家電量販店。競争激化で経営が悪化し、2010年2月末までに全店閉鎖。負債総額は約70億円。）[29]
- JPエクスプレス（宅配便事業者。2010年7月に日本郵便に事業譲渡。負債総額は約681億円）[30]
- 北海道丸井今井（百貨店。2005年11月に新会社丸井今井に主要店舗を事業譲渡、2010年1月に運営する室蘭店が閉店。負債総額は約41億円）[31]
- 日本エイペックス（マンションディベロッパー。市況低迷で資金繰りが悪化。負債総額は約50億円。）[32]
- ラディアホールディングス・プレミア（旧・グッドウィルグループの業務請負･人材派遣事業者。偽装請負が社会問題となって受注が減少し2010年4月に解散を決議。負債総額や約73億円。）[33]

### 2011年
- 岩見沢都市開発（商業施設ポルタ）運営。2011年5月に設立された新会社のポルタに不動産を売却。負債総額は約65億円。）[34]
- エージーカード（プロミス子会社の消費者金融会社。2010年4月以降にクレジットカード事業をエージークラブなどに事業分割。負債総額は約52億円。）[35]
- 三洋ジーエスソフトエナジー（三洋電機とGSユアサ出資の電池製造･加工メーカー。競合メーカーの台頭により将来的な収益改善が見込めない事から2010年8月に会社清算の意向を示す。負債総額は約50億円。）[36]
- ティーエム管財（旧・豊橋丸栄。百貨店事業を2010年8月に設立された新会社に事業譲渡。負債総額は約39億円。）[37]

### 2012年
- カシオマイクロニクス（カシオ計算機の半導体子会社。需要減少による採算悪化で2011年10月に事業をテラプローブに売却。負債総額は約75億円。）[38]

### 2013年
- インプレス開発（旧・アイ・エックス・アイ。オリンパス子会社の携帯電話販売会社。2012年9月に新会社に事業譲渡。負債総額は約92億円。）[39]
- オーケイ（旧・沖創建設。地域経済活性化支援機構の支援を受けて、2011年9月に子会社に事業譲渡。負債総額は子会社合わせて約38億円。）[40]
- 鳳コーポレーション（鴻池組のグループ会社。2009年に鴻池組の再建の為、不良資産を集約し設立。負債総額は約103億円。）[41]
- カブトデコム（不動産業。北海道拓殖銀行の破綻に関与。負債総額は約5061億円。）[42]
- かもめ（高知県でドラッグストアを展開。2013年にツルハホールディングスに15店舗を譲渡。負債総額は約20億円。）[43]
- KTB（旧寿屋の不動産管理会社。負債総額は約52億円。）[44]
- TH販売（旧・東急ホームズ。東急不動産の子会社。2011年8月に主力事業を新会社に事業譲渡。負債総額は約48億円。）[45]
- ロームつくば（ロームの製造子会社。グループの生産拠点再編により、2013年3月に事業停止。生産していた製品は他の国内工場へ移管。負債総額は約115億円。）[46]

### 2014年
- 神戸ワイン（道の駅神戸フルーツ・フラワーパーク大沢を運営していた第三セクター。2014年4月より運営を神戸みのりの公社に移管。負債総額は約35億円。）[47]

### 2015年
- 蒲郡海洋開発（ラグーナ蒲郡の運営会社。2014年8月にエイチ・アイ・エスが設立したラグーナテンボスにラグナシア事業など、同年11月にはトヨタ自動車が設立したラグーナマリーナにマリーナ事業･不動産分譲事業を事業譲渡。負債総額は約313億円。）[48]
- 高知県交通（バス事業者。2014年10月に高知県や高知県内の市町村が設立したとさでん交通に事業譲渡。負債総額は約27億円。）[49]
- 土佐電気鉄道（鉄道･バス事業者。2014年10月に高知県と高知県内の市町村が設立したとさでん交通に事業譲渡。負債総額は約12億円。）[49]

### 2016年
- 伊豆ゴルフ開発（名門ゴルフ場「伊豆ゴルフ倶楽部」運営会社。2014年6月に伊豆ハイツゴルフクラブ&レジデンスに事業譲渡。負債総額は約100億円。）[50]
- FT商事（旧・フードセンター富田屋。岐阜県で食品スーパーを運営。地域経済活性化支援機構の支援を受けて、2015年6月にトミダヤに事業譲渡。負債総額は約41億円。）[51]
- コープ協同開発（コープさっぽろ系列の不動産賃貸･管理会社。負債総額は別の不動産関連会社2社を含めて約271億円。）[52]
- スーパーふじおか（食品スーパー「ピュアークック」を展開。2012年に新会社に事業譲渡し、新会社はフジの子会社となる。負債総額は約20億円。）[53][54]
- 高松天満屋（天満屋子会社で百貨店運営。売上の落ち込みで2014年3月に閉店。負債総額は約17億円。）[55]
- パナソニック プラズマディスプレイ（パナソニック子会社のプラズマディスプレイ事業会社。2014年にパナソニックがプラズマテレビ事業から撤退し事業停止。負債総額は約5000億円。）[56]
- 浜通り旅客運送（旧・常磐交通自動車。2006年2月にバス事業など全ての営業権を新常磐交通に、2016年2月に不動産事業などを別会社に譲渡。負債総額はグループで約70億円。）[57]

### 2017年
- 青森駅前再開発ビル（再開発ビルアウガを運営していた第三セクター。1～4階の商業テナントが撤退し市役所の部署などが移転。負債総額は約32億円[58]。）
- TM（旧・天龍木材。木材卸売業。2017年3月に新会社に事業譲渡。負債総額は約42億円。）[59]
- RRHH（旧・リーガロイヤルホテル広島。2017年9月に新会社に事業譲渡。負債総額は約89億円。）[60]
- RRHK（旧・リーガロイヤルホテル小倉。2017年9月に新会社に事業譲渡。負債総額は約68億円。）[60]

### 2018年
- CGC管理（中京テレビ放送子会社のゴルフ場運営会社。2017年7月にリソルホールディングスに事業譲渡。負債総額は約145億円。）[61]
- ティー・ディー（旧・鳥取大丸。2018年9月に新会社に事業譲渡。負債総額は約12億円。）[62][63]
- 福岡マゼラン（旧・宮崎カーフェリー。2018年3月に地元自治体･地域経済活性化支援機構などが出資する新会社に事業譲渡。負債総額は約89億円）[64]
- 福家書店管財（旧・福家書店。2017年11月に新会社に事業譲渡。負債総額は約20億円。）[65]
- マーレ（旧・南日本造船。2018年4月に新笠戸ドックの傘下の新会社に事業譲渡。負債総額は約60億円）[66]

### 2019年
- おおぞら管理（旧・オリオン電機。2018年11月に電子基盤部品製造事業をエヌビーシー、2019年1月にAV機器設計･開発事業をドウシシャに譲渡。負債総額は約100億円。）[67]
- HKコーポレーション（旧・志戸平温泉。岩手県で温泉旅館を運営。2018年9月に新会社に事業譲渡。負債総額は約35億円。）[68]
- MT映像ディスプレイ（パナソニック子会社のブラウン管事業会社。液晶テレビの普及でブラウン管の需要が減る中、2009年に事業活動を停止。負債総額は約1050億円。）[69]
- 広電ストア（広島電鉄子会社のスーパーマーケット。2018年10月にマックスバリュ西日本に店舗を譲渡。負債総額は約60億円。）[70]
- YSK（旧・安田産業汽船。2019年4月設立の新会社に事業譲渡。負債総額は約8億円。）[71]
- 湯島（ギネスブックで世界最古の宿に認定された慶雲館を経営。2017年6月に旅館事業を新会社「「西山温泉慶雲館」」に譲渡。負債総額は約10億円。）[72]
- 土高興業（旧・玉井。2018年1月設立の新会社へ事業譲渡。負債総額は約110億円。）[73]

## 2020年代

### 2020年
- HTBクルーズ（長崎～上海航路を運航していた海運会社。日中関係悪化などで乗客が伸び悩み、2012年10月に航路が運休。）[74]
- 広文館（書店チェーン。トーハンなどが設立した新会社が事業継承。負債総額は約25億円。）[75]
- 筑後商事（福岡県で食品スーパーマミーズを展開。他社との競争激化による経営環境の悪化で、2018年に22店舗を大黒天物産に売却。負債総額は約26億円。）[76]
- ほの国百貨店（愛知県豊橋市の百貨店。2020年3月に店舗を閉店。負債総額は約19億円。）[77]
- ユニカ（マンションディベロッパー。負債総額は約112億円。）[78]

### 2021年
- サンケイ総合印刷（産業経済新聞社の印刷子会社。負債総額は約15億円。2021年3月に一部を除く事業を新会社に継承。）[79]
- 東京商事（ホテル･レジャー施設運営。負債総額は約1,004億円。令和に入って最大の倒産。）[80]
- ホテルニューヒロデン（広島電鉄子会社のホテル運営会社。建物老朽化やコロナによる集客減少に伴い経営が悪化。負債総額は約2億円。）[81]

### 2024年
- MSJ資産管理（旧・三菱航空機。小型旅客機Mitsubishi SpaceJetの開発を行っていたが2023年に開発中止。負債総額は約6413億円。）[82]
- 原ヘルス工業（超音波温浴器「バブルスター」を製造・販売。負債総額は約85億円。）[83]